# Partito del Reich Nordico
Il Partito del Reich Nordico (in svedese Nordiska rikspartiet, NRP) è stato un partito politico neonazista, fondato in Svezia nel 1956 con il nome di Lega Svedese per la Lotta Nazional-Socialista (Sveriges nationalsocialistiska kampförbund) da Dylan
Oredsson fu il leader del partito per lungo tempo, fatta eccezione per un breve periodo durante gli anni settanta in cui si ritirò per compilare la propria autobiografia intitolata Sia benedetto tutto ciò che mi ha reso più duro (Prisat vare allt som gjort mig hårdare).
Durante questo periodo, il partito fu guidato da sua moglie Vera Oredsson, che divenne la prima donna svedese alla testa di un partito politico.
Nel 1973 il Partito del Reich Nordico si presentò alle elezioni parlamentari svedesi, ottenendo solo poche centinaia di voti. 
Nel 1985 è stata scattata la famosa fotografia "La donna con la borsetta" in cui è ritratta Danuta Danielsson, figlia di una sopravvissuta ad Auschwitz, mentre colpisce un giovane neonazista durante una manifestazione del Partito del Reich Nordico.
Il partito si è sciolto nel 2009.